# بلانش كالوواي
بلانش كالوواي (بالإنجليزية: Blanche Calloway)‏ هي عازفة الجاز وملحنة ومغنية ودي جيه أمريكية، ولدت في 9 فبراير 1902 في بالتيمور في الولايات المتحدة، وتوفي بنفس المكان في 16 ديسمبر 1978 بسبب سرطان الثدي.

## وصلات خارجية
- بلانش كالوواي على موقع ميوزك برينز (الإنجليزية)
- بلانش كالوواي على موقع أول ميوزيك (الإنجليزية)
- بلانش كالوواي على موقع ديسكوغز (الإنجليزية)